# Kusarska ravnica
Kusarska ravnica ili Kubinska ravnica (azerski: Qusar maili düzənliyi, ruski: Кусарская равнина, Кусарската равнина, Кубинска равнина) je ravnica koja se nalazi na sjeveru Azerbajdžana. Sastoji se od antropogenih morskih i kontinentalnih valutičnjaka, gline i šljunka. Nadmorska visina ravnice varira između -28 i 600 metara. Kroz ravnicu teku rijeke Kusarčaj, Kudialčaj i Karačaj te prolazi Samur-apšeronski kanal.

## Klima
Klima je umjereno topla. Prosječna siječanjska temperatura iznosi 0 – 3 °С, a prosječna srpanjska temperatura iznosi 20 – 25 °С. Godišnja količima padalina iznosi 200 – 400 mm. 

## Reljef
Na prosturu ravnice se mogu naći dolinsko-šumsko i livadni krajolici na livadno-šumskom tlu te stepski pejzaži sa suhim hrastovim, grabljevim, dračevim šumama na smeđem tlima. Uzgajaju se vinova loza i žitarice te se ljudi bave i voćarstvom.